# 皮卡第崛起！
皮卡第崛起！（法語：Picardie debout !）是法国皮卡第地区的一个激进左翼政党。2017年2月17日，弗朗索瓦·鲁芬创建该党。2021年，该党正式注册。该党的总部位于亚眠。目前，该党是新人民阵线的成员。